# Artaszat
Artaszat (orm. Արտաշատ) – miasto w Armenii, nad Araksem, stolica prowincji Ararat. Liczy około 19 tys. mieszkańców.
Artaszat pierwotnie było wioską o nazwie Ghamarlu, założoną przez ormiańskich migrantów z Iranu w latach 1828–29. Pod koniec XIX i na początku XX wieku rozrosło się do dużej wioski. W 1945 roku przemianowano je na cześć starożytnego miasta Artaszat (Artaxata), którego ruiny znajdują się 8 kilometrów na południowy wschód od miasta. W 1946 roku uzyskało status osady miejskiej , a w 1962 roku miasta. W mieście rozwinął się przemysł spożywczy, lekki, drzewny, maszynowy oraz metalowy.